# Медаль «За отличие в военной службе» (ФСБ)
Меда́ль «За отли́чие в слу́жбе» — ведомственная медаль Федеральной службы безопасности Российской Федерации, учреждённая приказом ФСБ РФ № 269 от 16 июня 1997 года.

## Правила награждения
Согласно Положению, медалью ФСБ России «За отличие в службе» награждаются военнослужащие, проходящие службу в органах федеральной службы безопасности, за добросовестную службу и имеющие соответствующую выслугу лет.
Медаль состоит из трёх степеней:
- I степени — для награждения военнослужащих, имеющих выслугу лет в календарном исчислении не менее 20 лет;
- II степени — для награждения военнослужащих, имеющих выслугу лет в календарном исчислении не менее 15 лет;
- III степени — для награждения военнослужащих, имеющих выслугу лет в календарном исчислении не менее 10 лет.

Высшей степенью медали является I степень. Награждение медалью более высокой степени не допускается без получения награждаемым медали предыдущей степени. Награждение медалью производится последовательно от низшей степени к высшей.

## Правила ношения
Медаль носится на левой стороне груди и располагается ниже государственных наград. При наличии у награждённого медалей двух и более степеней медали низших степеней не носятся.

## Описание медали
Медаль при помощи ушка и кольца соединяется с пятиугольной колодкой, обтянутой шёлковой муаровой лентой красного цвета шириной 24 мм с жёлтыми полосками шириной 2 мм по краям. Посередине ленты светло-зелёные полоски шириной 2 мм: для медали I степени — одна полоска, II степени — две полоски, III степени — три полоски.